# ۹۰۹ (میلادی)
۹۰۹ (میلادی) نهصد  و نهمین سال تقویم میلادی است.

## درگذشتگان
‎